# Famille de La Roche-Aymon
Pour l’article homonyme, voir Familles de La Roche.
La famille de La Roche-Aymon est une famille subsistante de la noblesse française, d'extraction médiévale, elle fait partie des familles françaises subsistantes les plus anciennes.
Originaire de la Marche, elle remonte sa filiation suivie jusqu'en 1179. Elle tient son nom du fief de la Roche à Évaux-les-Bains (Creuse), et fut également possessionnée au Moyen Âge à Mainsat et Saint-Maixant (Creuse).

## Histoire
La famille de La Roche-Aymon a formé de nombreuses branches qui ont essaimé dans différentes régions françaises :
- branche de la Roche-Aymon et de Mainsat (Marche)
- branche du Ronzet (Auvergne)
- branche de La Ville-du-Bois et du Breuil
- branche de Saint-Maixant (Marche)
- branche des seigneurs de Flayat (Creuse)

La famille de La Roche-Aymon a été admise à l'ANF en 1934.

## Personnalités
- Raoul de La Roche-Aymon (?-1236), abbé de Clairvaux, évêque d'Agen, archevêque de Lyon (1235-1236)
- Renaud de La Roche-Aymon, baron de Bermond et de Magnac, marié à Antoinette de Brichanteau, fille d'Antoine de Brichanteau et d'Antoinette de La Rochefoucauld
- Philibert de La Roche-Aymon (1613 - vers 1652), marquis de Saint-Maixant, dit "le grand diable de Saint-Maixant", célèbre pour ses excentricités, sa cruauté et sa vie dissolue, qui défrayèrent la chronique marchoise et bourbonnaise
- Claude de La Roche-Aymon (1658-1720), évêque du Puy-en-Velay (1703-1720)
- Charles Antoine de La Roche-Aymon (1697–1777), évêque, archevêque, commandeur de l'ordre du Saint-Esprit (1753), grand aumônier de France (1760), cardinal (1771)
- Antoine Charles Étienne Paul de La Roche-Aymon (1772-1849), maréchal de camp (1814), chevalier de Saint-Louis (1814), comte-pair de France héréditaire en 1817 (sans majorat), commandeur de la Légion d'honneur (1821), lieutenant-général des armées (1823), admis à la retraite en 1844
- François de La Roche-Aymon (1817-1891), officier, maire, conseiller général, député de la Creuse (1871-1876)

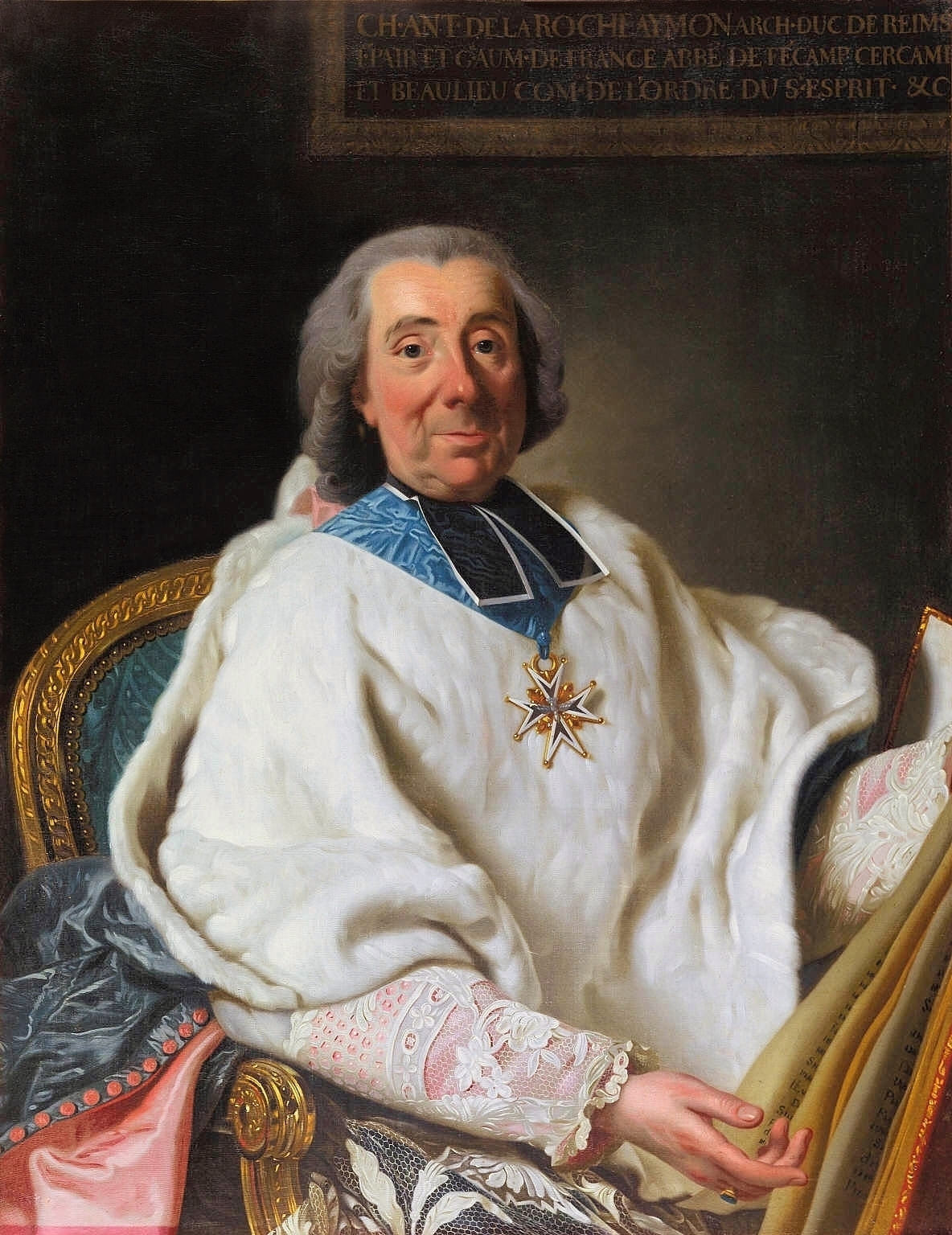
Charles Antoine de La Roche-Aymon (1697–1777), grand aumônier de France, cardinal
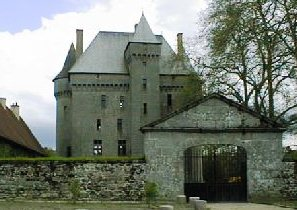
Le château de Saint-Maixant, dans la Creuse
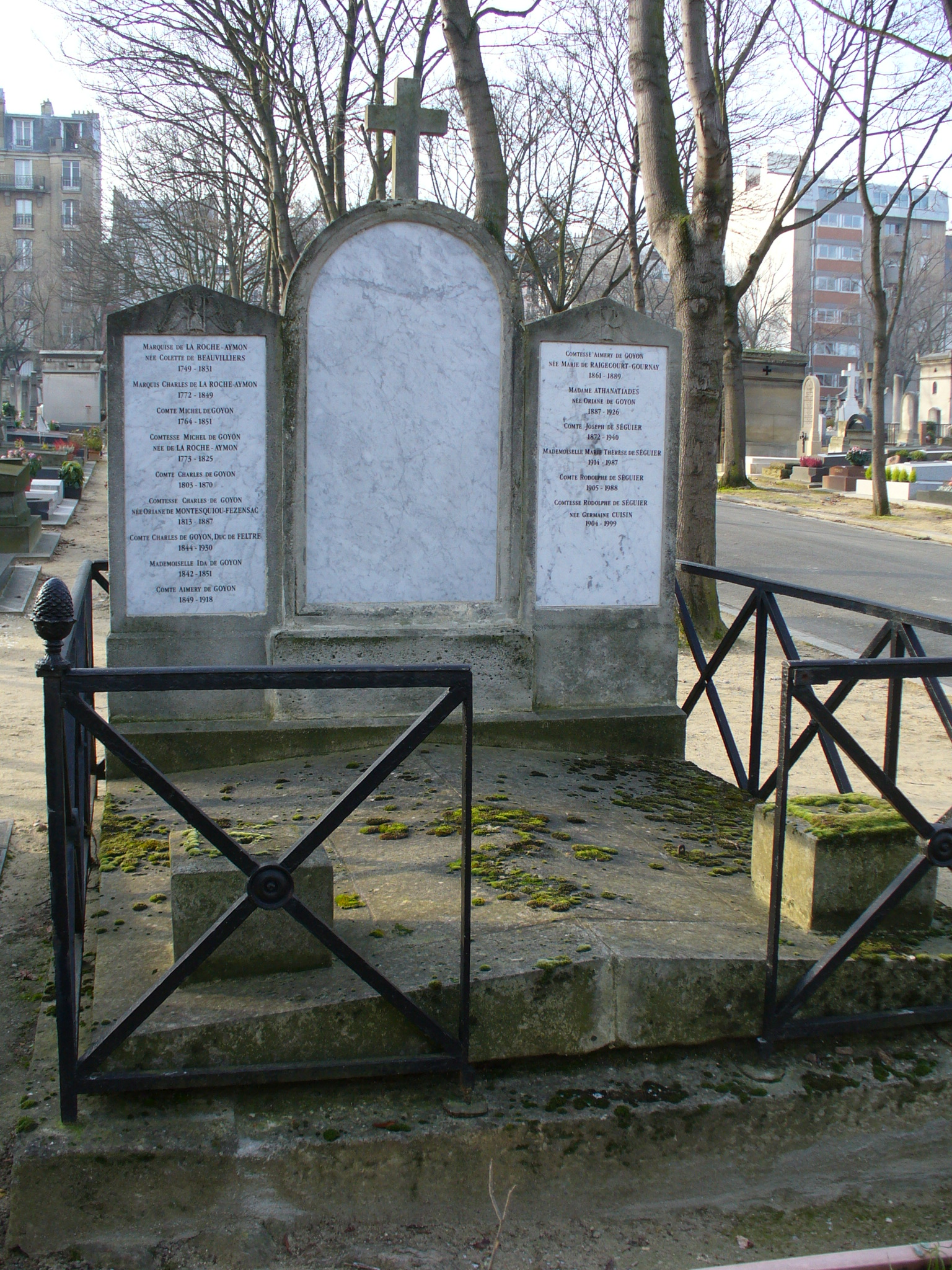
Tombe des La Roche-Aymon, famille de Goyon (division 1)

## Armes
De sable semé d'étoiles d'or, au lion du même armé et lampassé de gueules brochant.